# 小官山古建築群
小官山古建築群位於重慶市丰都县名山街道小官山彭家埡口，含三峽庫區集中搬遷地面文物王家大院、周家大院、盧聚和大院、秦家大院、天佛寺和會川門。文物遺址年代為明代、清代，2009年12月15日列為第二批重慶市文物保護單位。